# 1883 en santé et médecine
| Années de la santé et de la médecine : 1880 - 1881 - 1882 - 1883 - 1884 - 1885 - 1886    |
| Décennies de la santé et de la médecine : 1850 - 1860 - 1870 - 1880 - 1890 - 1900 - 1910 |

Cet article présente les faits marquants de l'année 1883 en santé et médecine.

## Événements
- 22 mars : inauguration du nouvel hôpital homéopathique Saint-Jacques, au 35-37 rue des Volontaires à Paris[1].
- Août : le médecin et microbiologiste allemand Robert Koch (1843-1910) se rend à Damiette en Égypte avec un groupe de savants allemands pour étudier le  choléra ; il met en évidence le bacille responsable de la maladie, découverte confirmée à Calcutta en janvier 1884[2].

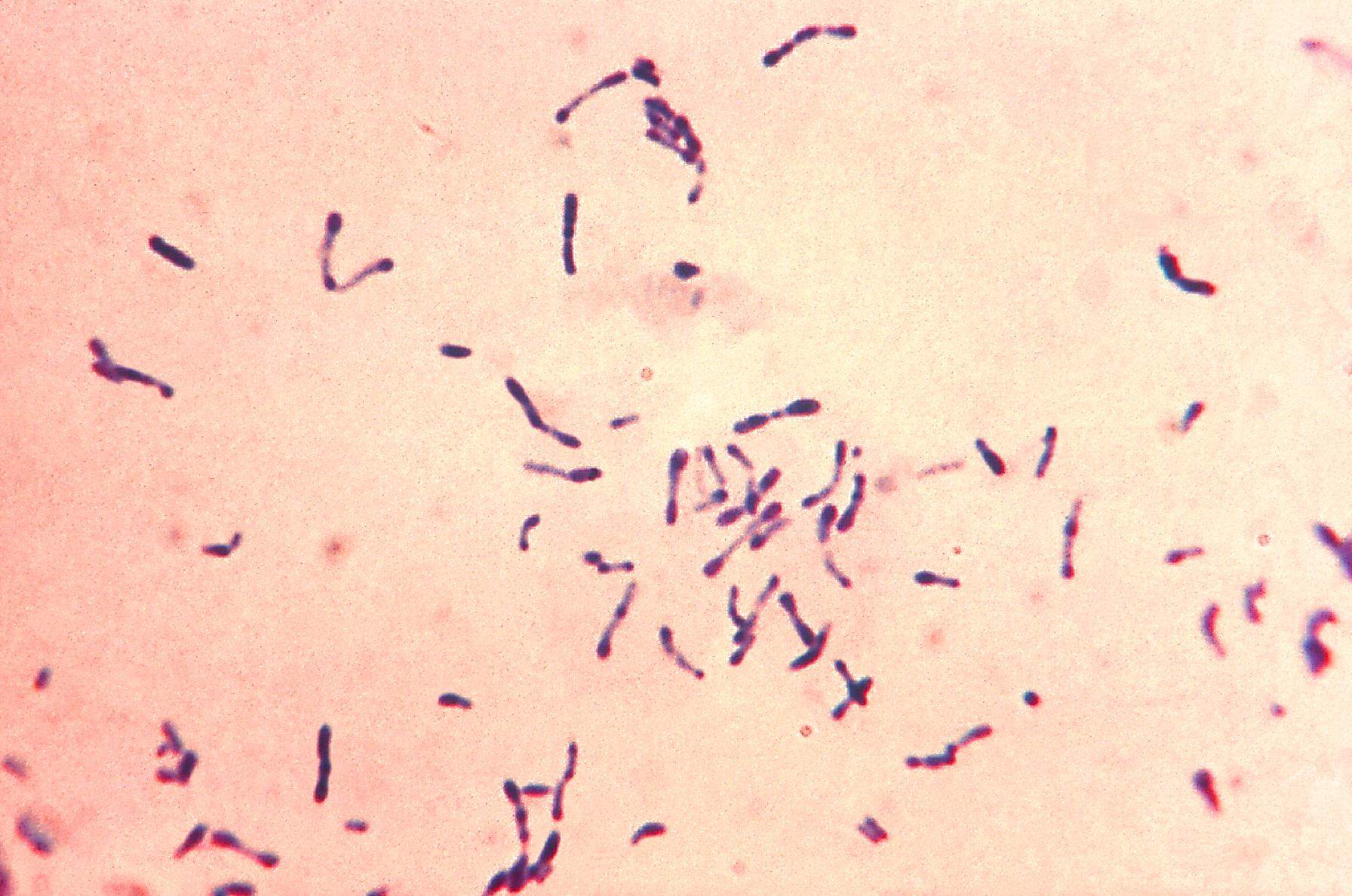
bacille de Löffler-Klebs

- Théodor Klebs découvre le bacille de Löffler-Klebs responsable de la diphtérie, isolé par Friedrich Loeffler en 1884[3].

- Albert Calmette (1863-1933) commence à exercer à Hong Kong, dans le corps de médecins de marine.

## Naissances
- 6 janvier : Paul Goy (mort en 1964), médecin et poète français[4].
- 23 février : Karl Jaspers (mort en 1969), psychiatre et philosophe allemand[5].
- 2 mars : Leonard Colebrook (mort en 1967), médecin et bactériologiste anglais.
- 13 juin : Arthur Guedel (mort en 1956), médecin anesthésiste américain.
- 7 juillet : Paul Alsberg (mort en 1965), médecin et anthropologue allemand.
- 24 décembre : Emil Oberholzer  (mort en 1958), psychiatre et psychanalyste suisse.
- 26 décembre : Johann Paul Kremer (mort en 1965), médecin allemand nazi.

## Décès
- 23 février : Jules Cloquet (né en 1790), anatomiste et chirurgien français[6].
- 20 mars : Charles Lasègue (né en 1816), psychiatre français.
- 27 mars : James Manby Gully (né en 1808), médecin thermaliste britannique[7].
- 10 avril : Maurice Krishaber (né en 1836), médecin oto-rhino-laryngologiste hongrois.